# Bliskie Ramię Trzech Kiloparseków

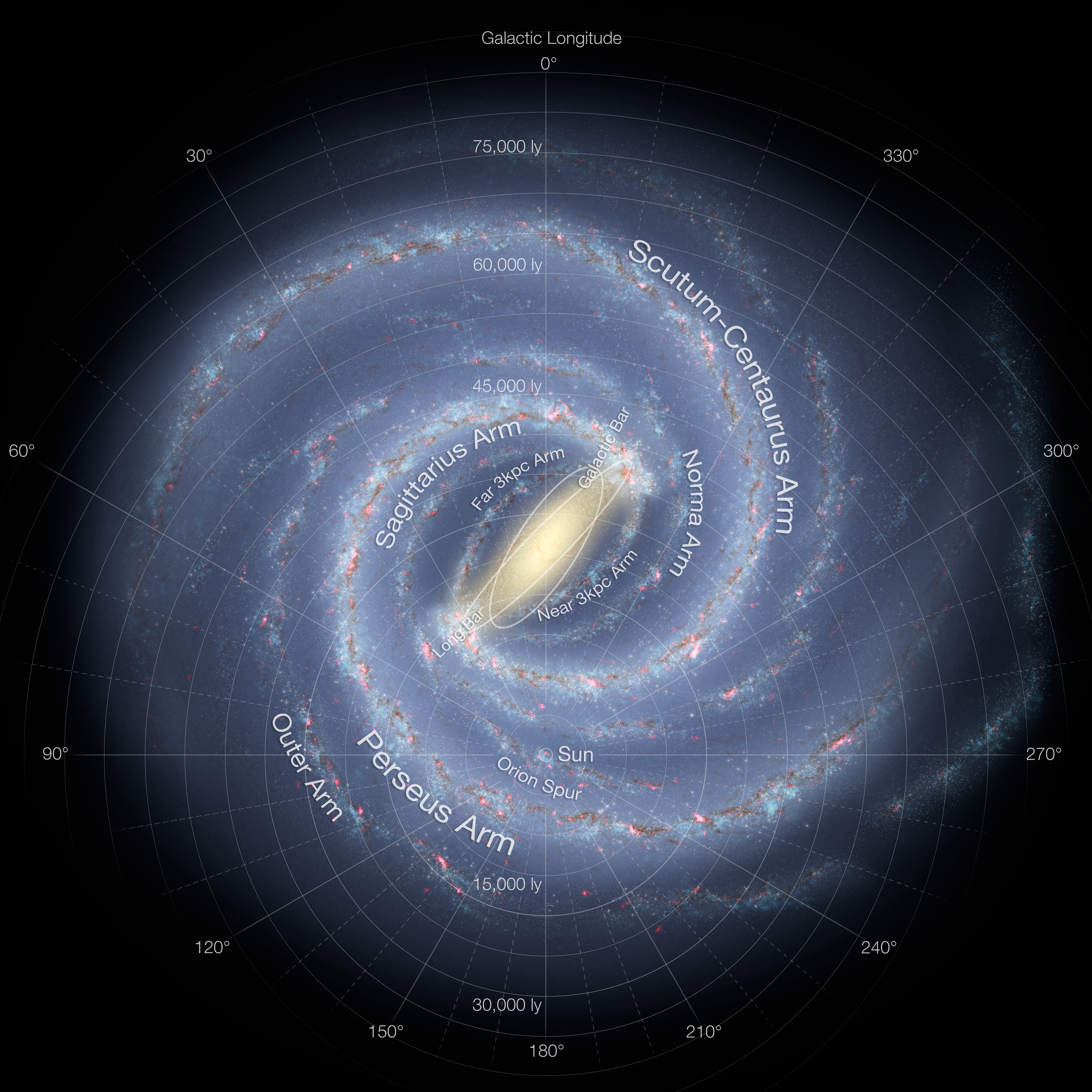
Droga Mleczna z zaznaczonym Bliskim Ramieniem Trzech Kiloparseków (Near 3kpc Arm)

Bliskie Ramię Trzech Kiloparseków – jedno z mniejszych i słabo widocznych ramion spiralnych Drogi Mlecznej.
Bliskie Ramię Trzech Kiloparseków zostało odkryte w połowie lat 50. XX wieku przez Hugona van Woerdena i współpracowników. Znajduje się ono w odległości około 10 000 lat świetlnych od jądra Drogi Mlecznej, po tej samej stronie co Słońce. W roku 1980 podjęto ostatnią dotąd próbę odnalezienia powstających w tym ramieniu Galaktyki gwiazd, lecz zakończyła się ona niepowodzeniem.